# Vuelo 252 de Aeropostal
El vuelo 252 de Aeropostal fue un vuelo de Aeropostal con la ruta de Caracas-Curazao que fue secuestrado 29 de julio de 1984 por dos sujetos, quienes mantuvieron como rehenes a 87 personas durante 38 horas, sobrevolando por Trinidad y Tobago, Aruba y Curazao. Aunque durante el secuestro una aeromoza embarazada abortó debido a la tensión de los eventos, el 31 de julio una operación de rescate de un comando de la DISIP dirigida por el entonces comisario general Henry López Sisco, con ayuda de la Delta Force estadounidense, tomó por asalto la aeronave y fue exitosa, resultando en la liberación de todos los rehenes y en la muerte de ambos secuestradores.

## Secuestro

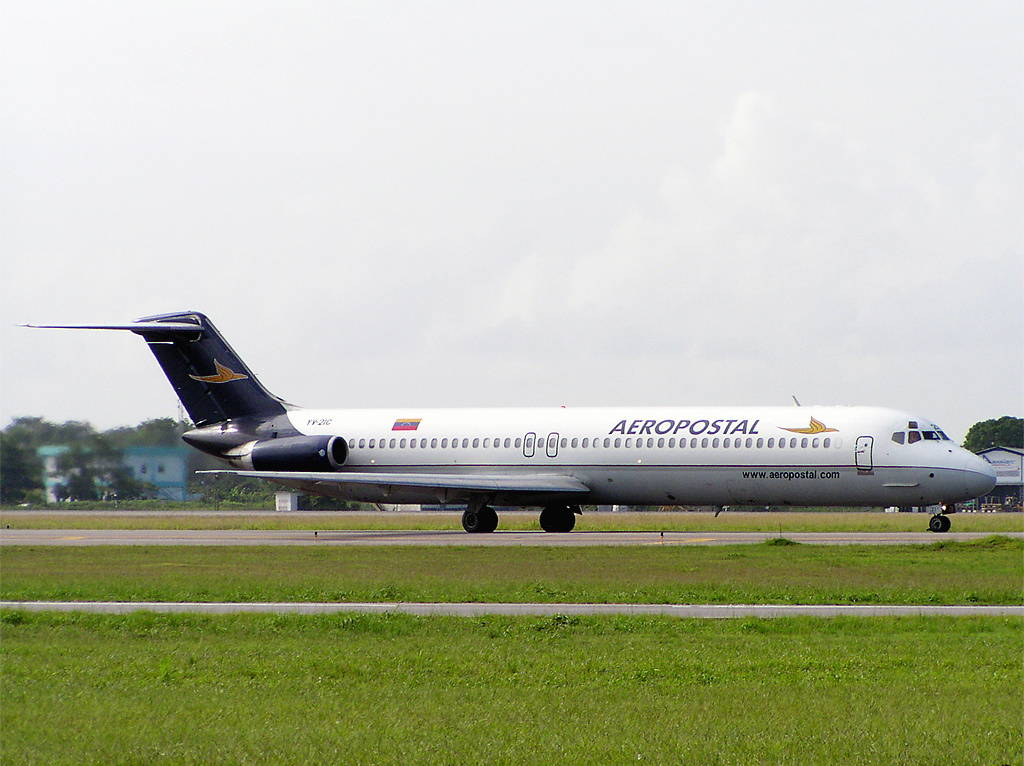
El avión involucrado en el secuestro en agosto de 2003, casi 20 años después del secuestro.

El 29 de julio de 1984 el vuelo 252 de Aeropostal, bautizado como El Zuliano, partió del Aeropuerto Internacional de Maiquetía a las 1:34 p. m.., con un trayecto previsto de treinta minutos. Durante el vuelo dos secuestradores, Dominique Hilertant y Segundo Félix Castillo, de nacionalidad haitiana y dominicana respectivamente, tomaron el control de la aeronave y pretendieron aterrizar en la isla de Margarita, en el estado Nueva Esparta; sin embargo, luego obligaron a los tripulantes por desviarse hacia Trinidad y Tobago. Los secuestradores realizaron diversas demandas, incluyendo una cantidad de entre dos y cinco millones de dólares, un helicóptero y, más adelante, armas. El gobierno trinitario no aceptó negociar con los secuestradores, por lo que después de varias horas decidieron partir hacia Aruba, donde intervino el primer ministro y logró contacto telefónico con Hilertant, pero no logró negociar. De Aruba partieron a Curazao. Las negociaciones duraron por horas, y tanto a los secuestradores como a los rehenes se les fue acabando el agua y la comida. Después de casi 38 horas del secuestro, los secuestrados decidieron liberar a seis rehenes, incluyendo al argentino Federico Ramón Puertas, quien negoció individualmente y se comprometió a entregar seis millones de dólares a cambio de su esposa embarazada, quien permanecía en el avión. El equipo policial venezolano, liderado por el entonces comisario general Henry López Sisco, no había logrado avanzar en las negociaciones y contactó a la esposa de Hilertant, Denys Martínez, quien se prestó para conversar con los secuestradores para que cesaran la misión. Martínez le pidió a su esposo que liberara a la aeromoza Vilma Briceño, quien perdió un bebé que estaba gestando producto de la tensión, o que bajara de la aeronave y hablase con ella; los secuestradores optaron por liberar a la aeromoza.

## Motivos
El capitán del avión secuestrado, Arturo Reina, explicó en una entrevista de Radio Caracas Televisión (RCTV) años después que los secuestradores nunca les confirmaron qué buscaban. Aunque las grabaciones existentes de las negociaciones entre los cuerpos policiales y los secuestradores no se habla sobre política, los hombres pidieron armas y dinero al iniciar las conversaciones. El diario español El País consideró la teoría de que el objetivo del secuestro de la aeronave de Aeropostal podría ser conseguir fondos y armas para la oposición haitiana contra el dictador Jean Claude Duvalier y vinculaba a Dominique Hilertant con activismos políticos en Haití, reseñando que «En enero de 1983 (Hilertant) hizo unas declaraciones en Santo Domingo en las que prometió combatir contra el régimen de Haití. Precisó entonces que había reclutado mercenarios dominicanos». Uno de esos asimilados era precisamente su compañero Segundo Félix Castillo. El diario español La Vanguardia también confirmó las vinculaciones de los secuestradores con supuestos planes para derrocar al dictador. Los secuestradores se conocieron en una cárcel en República Dominicana y desde hacía unos meses compartían la misma pensión en El Silencio, en Caracas. Hilertant era un excapitán del ejército haitiano que trabajaba como portero nocturno de un hotel en Caracas y que había sido arrestado en diciembre de 1982 por contrabando de armas desde República Dominicana conspirando contra el dictador Duvalier. Segundo tenía múltiples ocupaciones, trabajando como soldador en varios países.

## Rescate
A Curazao llegaron especialistas civiles y militares estadounidenses provenientes de Fort Bragg, la base militar de la unidad de operaciones especiales Delta Force. Henry López Sisco, comisario general de la DISIP, se reunió con el grupo al menos en cinco oportunidades; cada uno tenía un plan preparado, pero quien tomó la decisión final de la situación fue el primer ministro de las Antillas Neerlandesas. Los secuestradores amenazaron con hacer explotar el avión si no recibían el dinero y el helicóptero que habían solicitado. Dos horas antes del ataque, un técnico de la aerolínea regional Air ALM es escabulló hacia el avión, desinfló la rueda delantera de la aeronave y removió algunos fusibles para que el avión no pudiese despegar. Denys Martínez habló por teléfono con su esposo Hilertant y le pidió que abandonara la amenaza de explotar la aeronave. Finalmente, a la 1:50 a. m., una comisión venezolana de doce hombres llevó a cabo una operación coordinada con las autoridades del aeropuerto, apagando las luces del lugar, acercándose al avión desde diferentes direcciones y disparándole a las ruedas. Según los pasajeros, Dominique Hilertant observó que había empezado un asalto, por lo que empezó a echar gasolina dentro del avión. Los comandos irrumpieron usando granadas aturdidoras y mataron a Segundo Félix; Hilertant intentó incendiar la aeronave cuando empezaron a entrar, pero fue abatido por los agentes. Las tres puertas del avión fueron abiertas casi al mismo tiempo y los rehenes fueron liberados. Varios pasajeros fueron llevados al hospital St. Elizabeth para recibir tratamiento por el cansancio y por heridas menores. El vuelo de Aeropostal regresó a Caracas y trajo de vuelta a todos los pasajeros secuestrados al día siguiente, pero debieron volar a poca altura para evitar problemas de presión debido a los múltiples impactos de bala que presentaba la aeronave.
Tras los hechos fueron detenidos en el Zulia varios migrantes haitianos, aunque fueron liberados horas después. Mientras que la esposa embarazada de Hilertant fue expulsada a Colombia.